# 술라 제도

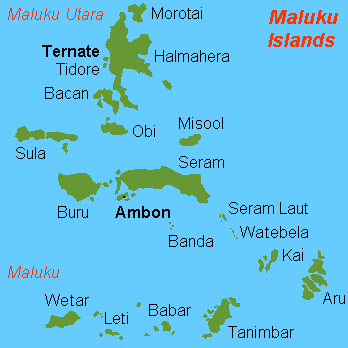
말루쿠 제도에서 술라 제도의 위치

술라 제도(Sula Islands)는 인도네시아의 말루쿠 제도에 속한 군도이다. 면적은9,632 km2이며 인구는 2000년에 108,015명으로 조사되었다.